# Grand Prix de Fourmies 2010
La 78e édition du Grand Prix de Fourmies, s'est déroulée le 9 septembre 2010 sur le circuit traditionnel tracé autour de la commune de Fourmies.
L'épreuve a été remportée par le Français Romain Feillu au terme d'un sprint massif devant le jeune Italien Davide Appollonio et le Belge Kenny Dehaes.

## Présentation

### Parcours
La 78e édition du Grand Prix de Fourmies a emprunté, comme à son habitude, un parcours comprenant plusieurs boucles. Une première menant les coureurs du départ en centre-ville de Fourmies jusqu'à la ville de Jeumont ramenant ensuite le peloton vers Fourmies en passant notamment sur des routes escarpées et exposées au vent. Le peloton a ensuite du emprunter à 6 reprises une boucle d'une dizaine de kilomètres tracée dans Fourmies avant de se disputer la victoire.

### Favoris
Nous retrouvons au départ du 78e Grand Prix de Fourmies le Champion du monde Cadel Evans, Andreas Klöden, le Champion d'Italie et vainqueur de l'édition 2008 de l'épreuve nordiste, son compatriote Luca Paolini, ancien lieutenant de Paolo Bettini ou encore le récent Champion de Belgique Stijn Devolder ainsi que Riccardo Riccò qui dispute là sa première compétition depuis son retour à la compétition après sa suspension pour dopage en 2008.

Malgré le fait que les coureurs précédemment cités soient capables de faire la différence sur les routes escarpées de l'Avesnois, les sprinteurs devraient à nouveau se disputer la victoire à Fourmies. On retrouve donc au départ le vainqueur sortant Romain Feillu, Anthony Ravard vainqueur de la Châteauroux Classic de l'Indre quelques semaines auparavant, le vétéran Robbie McEwen, les jeunes prodiges du sprint Adam Blythe et Davide Appollonio, le Norvégien Alexander Kristoff ou encore le Belge Kenny Dehaes.

## Classement final
|    | Coureur            | Pays        | Équipe             |    | Temps          |
| -- | ------------------ | ----------- | ------------------ | -- | -------------- |
| 1  | Romain Feillu      | France      | Vacansoleil        | en | 4 h 39 min 5 s |
| 2  | Davide Appollonio  | Italie      | Cervélo TestTeam   | +  | m.t            |
| 3  | Kenny Dehaes       | Belgique    | Omega Pharma-Lotto |    | m.t            |
| 4  | Adam Blythe        | Royaume-Uni | Omega Pharma-Lotto |    | m.t            |
| 5  | Alexander Kristoff | Norvège     | BMC Racing         |    | m.t            |
| 6  | Robbie McEwen      | Australie   | Katusha            |    | m.t            |
| 7  | Denys Kostyuk      | Ukraine     | ISD-Neri           |    | m.t            |
| 8  | Nikolay Trusov     | Russie      | Katusha            |    | m.t            |
| 9  | Sergueï Lagoutine  | Ouzbékistan | Vacansoleil        |    | m.t            |
| 10 | Lilian Jégou       | France      | Bretagne-Schuller  |    | m.t            |